# Virgen de Valdefuentes
La Virgen de Valdefuentes es una imagen de la Virgen María situada en la localidad cacereña de Montehermoso. Es una de las imágenes de vírgenes más antiguas de Extremadura. La imagen es una talla de madera del siglo XI o XIII que representa a la Virgen con el niño.
Según cuenta una leyenda local, la imagen fue encontrada en el hueco de una encina en el siglo XIII por los primeros habitantes de Montehermoso, en un lugar próximo a La Atalaya.
La imagen de la Virgen de Valdefuentes es probablemente una de las más antiguas de Extremadura y representa a la Virgen con el niño. A los montehermoseños no les gusta despojarla de sus mantos, pero el 13 de febrero de 1982, a puerta cerrada, en compañía del secretario general del obispado Ciriaco Fuentes Baquero y el párroco del pueblo Fausto Sánchez Dosado, se le despojó de sus mantos y fue en aquel momento cuando se hizo visible la escultura de la Virgen con el antes escondido niño.
La imagen se situaba hasta principios de siglo XXI en la Ermita de Valdefuentes, una ermita construida en el lugar donde cuenta la leyenda que se encontró la imagen. En 1992 se produjo un robo en el cepillo de la ermita, después de violentar las puertas y ventanas. Pocos años después de esto, el párroco del pueblo decidió trasladarla a la iglesia para evitar posibles robos, ya que la imagen es muy antigua y está situada muy lejos de zonas pobladas. En su lugar la imagen ha sido sustituida por otra imagen similar con gorra de Montehermoso en lugar de corona.
Es la patrona de Montehermoso y su fiesta se celebra el 6 de septiembre, pero fue trasladada al 8 de septiembre por coincidir con el Día de Extremadura, además de durante la mayor parte del mes de septiembre. También se le celebra una romería el segundo domingo después de Semana Santa.

## Imagen
La virgen, de 60 centímetros de altura, está sentada sobre un trono muy pequeño, más bien banqueta. Tiene a su hijo sobre la rodilla izquierda, y sobre una mano derecha de descomunal tamaño sostiene una fruta esférica. Los zapatos son puntiagudos y los pies parece que le cuelgan sobre el escabel, lo que viene a reforzar aún más su antigüedad. Por detrás presenta un hueco de considerables dimensiones, procedimiento que servía para sanear la madera y aligerar el peso, ya que las vírgenes de esta época las llevaban los ejércitos en campaña. El punto de vista ideal para ver a la Virgen y al niño es el frontal y existe gran hieratismo y rigidez en ambas imágenes, no existiendo comunicación entre la virgen y su hijo.

## Ermita

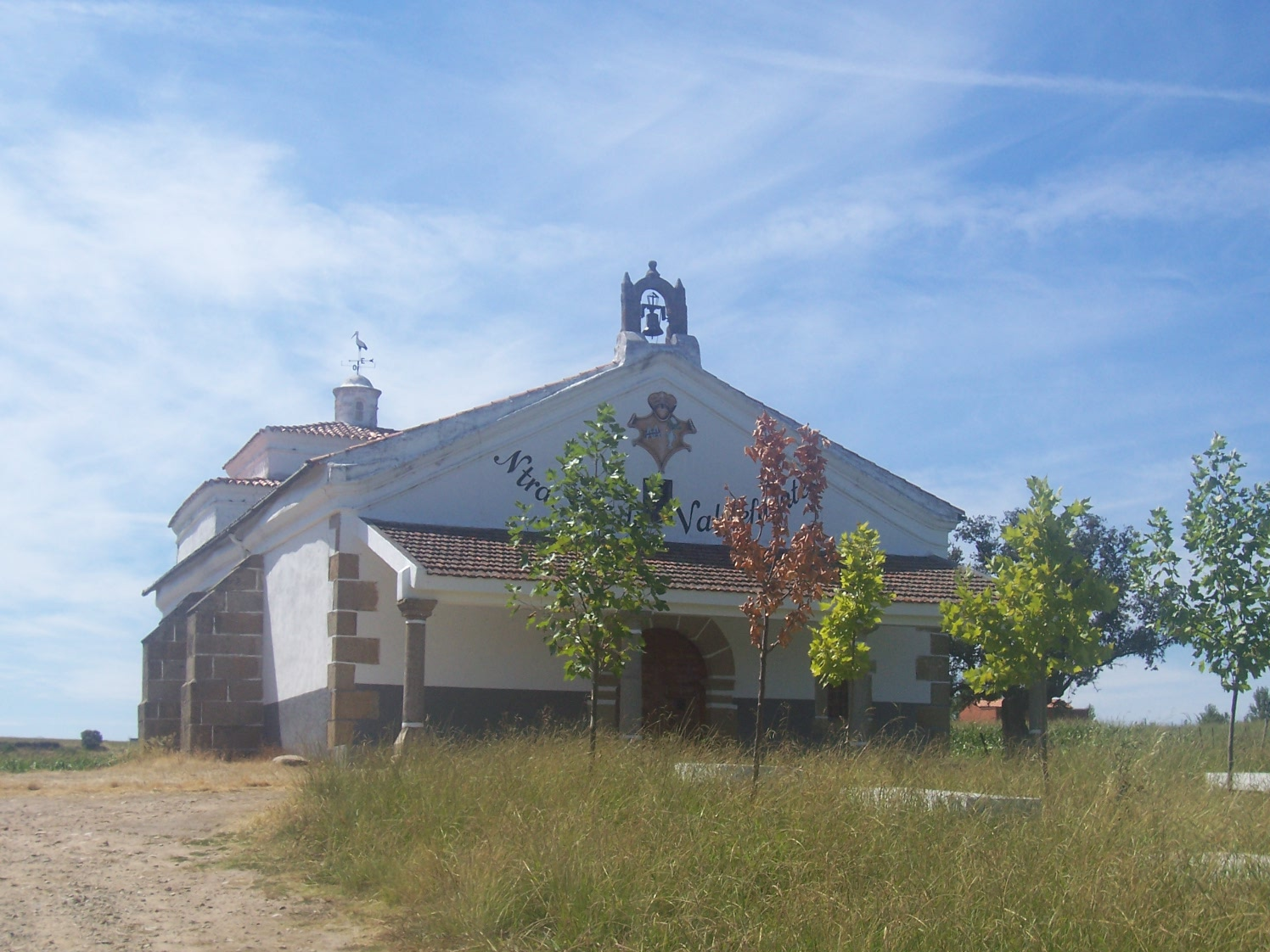
Ermita de Valdefuentes.

La ermita de Valdefuentes es un edificio de estilo regional y fecha de construcción imprecisa, que fue construida entre los siglos XV y XVIII y que está situada en el Vado del Carrascalejo, junto a la carretera que une la EX-370 con Alagón del Río. La ermita es una construcción de tres naves cubiertas con bóvedas de cañón y con pórtico columnario a los pies.
La imagen de la Virgen, que ocupa la hornacina central del retablo mayor, está sentada sobre un trono muy pequeño. A ambos lados de ese retablo de estilo barroco del siglo XVIII se encuentran las imágenes de Santa Bárbara y Santa Lucía.
La ermita se utiliza para hacer la romería de Valdefuentes dos semanas después de Semana Santa y las procesiones de subida y bajada de la virgen en septiembre.

## Leyendas
Según se cuenta en la localidad, la imagen original fue encontrada en el hueco de una encina en el siglo XIII por los primeros habitantes de Montehermoso.

## Romería
La romería de Montehermoso, dedicada a la Virgen de Valdefuentes, es una de las principales festividades del municipio. En los últimas décadas la romería ha cambiado considerablemente, de manera que se celebra de una forma muy diferente a la tradicional.
Esta festividad, al ser en el campo al aire libre, está condicionada por la meteorología, y ha habido años como 1992 en los cuales la romería ha resultado un desastre por el mal tiempo.

### Celebración tradicional

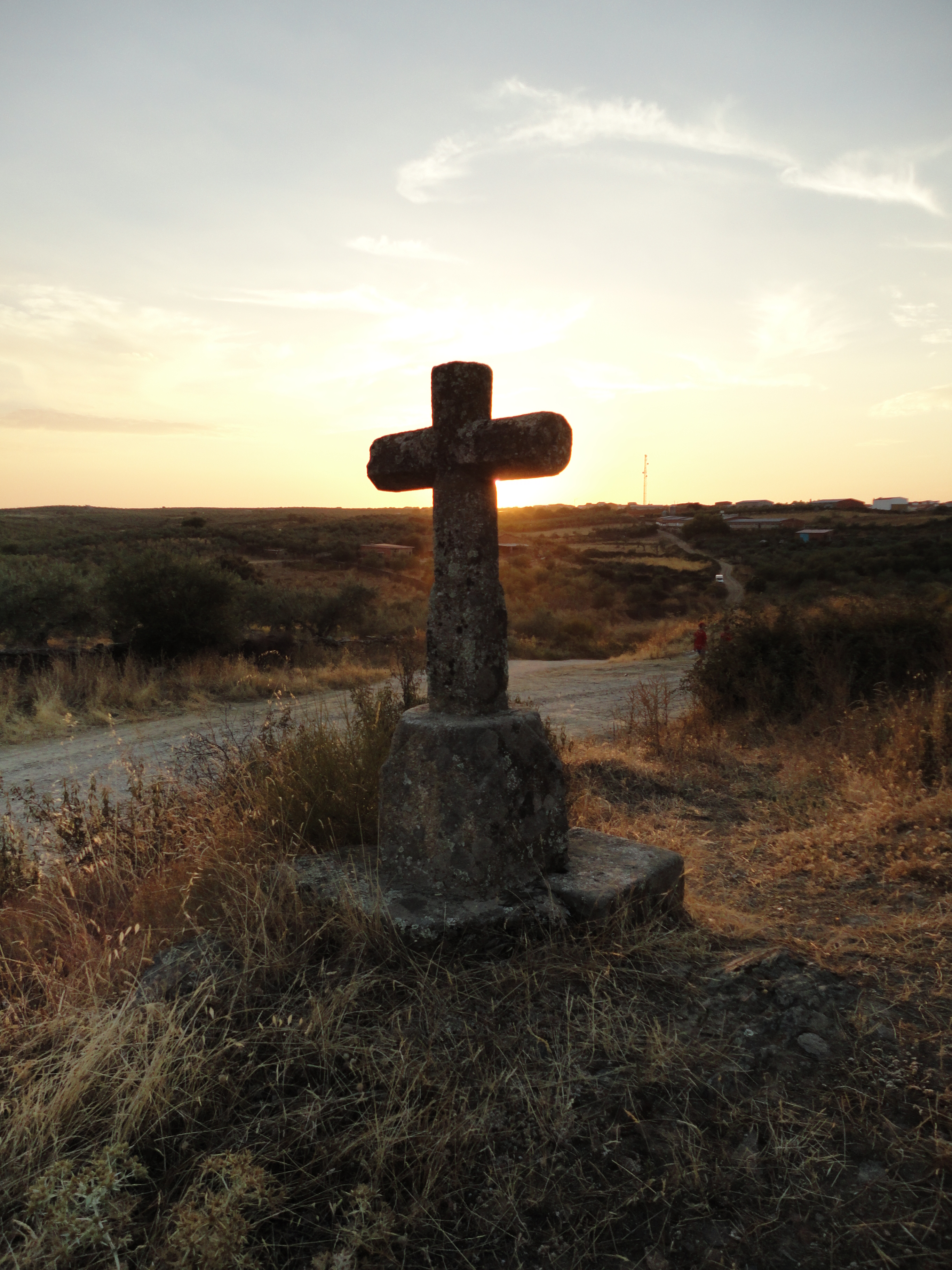
La Cruz de la Ansomá, que marcaba la entrada al pueblo en el camino a la ermita, sigue estando en su lugar.

La romería se celebraba tradicionalmente ocho días después del Domingo de Resurrección y siempre en lunes. La víspera, que era domingo, se le aplicaba el viático a los enfermos que no podían asistir a la iglesia y el sacerdote, acompañado por monaguillos que llevaban una esquila que hacían sonar a ritmo fúnebre y un gran farol, recorría las calles para atender a todos los enfermos.
El lunes por la mañana salía la mayoría de la gente del pueblo hacia la ermita, yendo por el camino que pasa por la Cruz de la Ansomá. Aunque alguna gente iba a pie por promesas o por capricho, la mayoría iban montados en caballos, mulos o burros, los cuales solían ir ataviados con mantas y alforjas de lana hechas en los telares del pueblo. Las mantas se usaban para sentarse o arrodillarse en la ermita, ya que no había bancos en ella.
Terminada la misa dentro de la ermita, empezaba la procesión pero, antes de sacar la imagen se subastaban las piernas, es decir, quién cargaría con cada uno de los cuatro palos que sostienen las andas de la imagen. La procesión bajaba por el bailadero y volvía a subir hasta la ermita, donde se volvían a subastar las piernas, junto con la subida al trono.
Tras la procesión, tenía lugar la tirada a los gallos. Algunos devotos ofrecían gallos a la virgen por algún favor concedido o por alguna promesa. Dichos gallos eran entregados a los mayordomos para que sacaran dinero para cubrir los gastos de la fiesta. La costumbre que había consistía en enterrar al gallo haciendo un hoyo en el suelo, cubriéndolo todo excepto la cresta. Luego se hacía una competición para ver quién le hacía sangre primero al animal tirándole piedras a la cresta a una distancia de 15 a 20 pasos. Solo haciéndole sangre al gallo se podía sacarlo, no valía solo con darle con la piedra.
Las piedras que se lanzaban solían tener un precio fijado por los mayordomos de entre un real y seis perras. Había grupos de mozos que se juntaban, reunían un fondo común para comprar piedras y elegían a los mejores tiradores. En ocasiones había polémicas entre los tiradores y los mayordomos debido a que, si no afloraba sangre muy visible de la cresta del gallo, a veces los mayordomos no aceptaban entregar el gallo. Algunos años se regalaban varios gallos a la virgen y, como era un poco difícil conseguirlos todos a base de piedras, los mayordomos los subastaban para abreviar tiempo.
Tras esto, la gente se dispersaba para comer, cada uno con sus familiares y amigos por entre los encinares que abundaban y existían próximos a la ermita. Una comida típica que se solía comer de postre y que aún se hace en el pueblo antes de la romería son los bollos de romería. Las familias cuyos hijos se fueran a casar ese año, hecho que tradicionalmente ocurría en septiembre, solían invitar al novio de la hija o a la novia del hijo. También era costumbre que los novios que fueran a casarse ese año fueran juntos a la romería en el mismo caballo o mulo, estrenando la novia una gorra de Montehermoso de soltera.
Los mayordomos comían con el sacerdote, el tamborilero y las autoridades locales en la casa del ermitaño. Cuando acababan de comer, se iban al bailadero y el tamborilero tocaba música, formándose un baile durante un rato no muy largo.
Al atardecer, la gente volvía al pueblo por el mismo camino. La cruz de la Ansomá era un punto de referencia para preparar las carreras de caballos que daban comienzo al llegar al Ronquito. Los mozos que habían sacado gallos los traían colgados en la parte delantera del aparejo de sus caballerías para lucirlos ante la multitud de gente que había junto a la cruz de María Hernández, que se encontraba en una zona llamada Retamar, donde hoy hay un colegio que recibe ese nombre. En esa zona se instalaban puestos de caramelos.

### Celebración actual
En el último cuarto de siglo XX se empezaron a producir cambios que han terminado llevando a que la romería actual no se parezca en casi nada a la celebración tradicional. La imposibilidad de celebrarla un lunes por no ser fiesta local obligó a trasladar la romería seis días más tarde, el 2.º domingo después del Domingo de Resurrección.
Si bien sigue yendo bastante gente andando por el camino de la Cruz de la Ansomá, la mayoría de la gente que va a la romería va en coche por la EX-370 y la carretera que va a Alagón del Río, lo cual suele provocar que los arcenes de esta última carretera y los caminos que salen de ella se llenen de coches al no haber aparcamientos suficientes.
La celebración religiosa de la romería ha perdido mucha relevancia. Aunque sigue habiendo misa y procesión con subasta de piernas, mucha gente no va. Las inmediaciones de la ermita se han convertido en una especie de feria, con infinidad de bares y tómbolas y un mercadillo, que produce ruidos elevados y molestos que dificultan el recogimiento y la devoción que los fieles muestran a la patrona.
Aunque se siguen regalando gallos a la virgen, ya no se consiguen tirándole piedras, sino mediante subasta. Ya no existen las tertulias ni las comidas alrededor de las encinas porque estas desaparecieron con el plan de aparcelamiento y el regadío de la zona. Tampoco espera gente en el Retamar a que llegue la gente de la Romería.

### Propuesta de traslado a la dehesa
En 2010, debido a la cada vez mayor cantidad de personas que accedían a la romería en coche y los aparcaban en la carretera dificultando la circulación entre Montehermoso y Alagón del Caudillo, la Guardia Civil comunicó a las autoridades municipales que dicho exceso de automóviles en la carretera no podía permitirse más. Carlos Labrador, alcalde de Montehermoso, dijo que en 2011 no se permitirían aparcamientos en la misma carretera. A partir de esto, existía la posibilidad de que en 2011 la romería se dividiera en dos celebraciones diferentes: el rito religioso en la ermita y la feria formada en el último cuarto del siglo XX en la dehesa boyal.
Los mayordomos de la ermita comunicaron que los actos religiosos de la romería de 2011 se celebrarían en la ermita. En cuanto a la feria, el ayuntamiento barajó distintas opciones como poner autobuses gratuitos a la ermita o cerrar las carpas a una hora que no provocase aglomeraciones de gente a altas horas de la madrugada.
Finalmente, el ayuntamiento decidió organizar la romería en el lugar habitual, pero prohibiendo el aparcamiento a partir de las 18 horas y fletando autobuses. Sin embargo, ante la polémica, no se descarta organizar una consulta popular en el futuro sobre un posible cambio de ubicación de la romería.

## Fiestas en septiembre

### Antigua feria de ganado
Tradicionalmente, el día 6 de septiembre, festividad de la Virgen de Valdefuentes, se celebraba una feria de ganado en las inmediaciones de la ermita de Valdefuentes. Mientras se vendía ganado en los encinares, los alrededores de la ermita se llenaban de soportales donde los mercaderes exponían y vendían toda clase de productos como mantas, calzados, alfarería, campanillería o albardería, además de otros utensilios necesarios para el hogar. La feria tenía gran prestigio en toda la comarca de las Vegas del Alagón, ya que en ella los ganaderos y comerciantes de la zona vendían y compraban sus productos.
También ponían durante esta feria sus puestos de venta los hortelanos con sandías, pimientos, ajos y toda clase de hortalizas producidas en el término municipal. Además, había puestos de taberneros y se bailaba en el bailadero al son del tamboril. Antes de empezar la feria de ganado se hacía el culto religioso a la virgen, con misa, procesión y subasta de piernas.

### Fiestas actuales

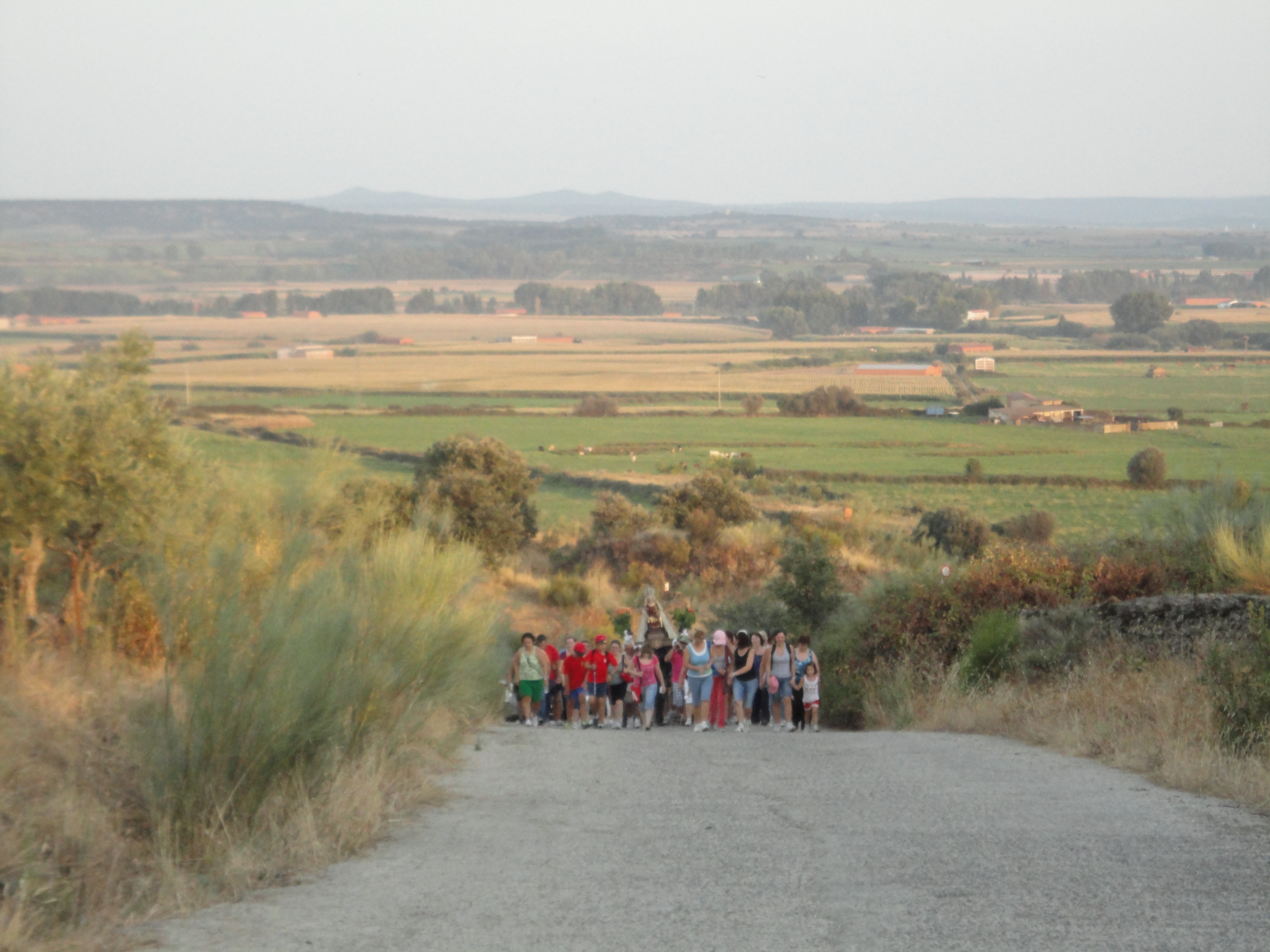
Procesión de subida de la virgen al pueblo que inicia las actuales fiestas de septiembre. Al fondo se pueden ver los regadíos de las Vegas del Alagón.

La feria de ganado desapareció con el tiempo, pero en septiembre se siguen realizando fiestas en honor a la virgen. Aunque las fiestas en sí se concentran sobre el 6 de septiembre, festividad de la Virgen de Valdefuentes, y el 8 de septiembre, Día de Extremadura, las celebraciones religiosas se extienden bastante más.
Las celebraciones del 6 al 8 de septiembre pone fin a las fiestas de verano, y en ellas destacan las verbenas en las plazas del pueblo y las vaquillas en la plaza de toros.
La fiesta religiosa comienza con una procesión en la que se sube la imagen de su ermita al pueblo. Durante dos semanas, las distintas zonas del pueblo o cuadrillas procesionan la imagen por el centro del pueblo cada una un día. El domingo en el que todas las cuadrillas han hecho ya sus procesiones se hace una procesión para bajar la imagen a su ermita.
Tradicionalmente, las celebraciones religiosas en honor a la virgen se realizaban en los alrededores de la ermita. La virgen no se subía al pueblo casi nunca, sino solamente cuando había una sequía prolongada. Solo entonces se subía al pueblo y se organizaban las cuadrillas, haciéndose las rogativas para pedir el agua. El año 1633 es un ejemplo de año en el que hubo que subir a la virgen por la sequía. Sin embargo, a finales del siglo XX se empezó a hacer ininterrumpidamente todos los años, sustituyendo esta festividad a la antigua feria de ganado.
El calendario de las cuadrillas se rige por el día de la semana y respecto a las semanas suele ser igual todos los años, aunque la fecha, por tanto, varía. El calendario es el siguiente:
| Semana | Lunes         | Martes        | Miércoles   | Jueves        | Viernes        | Sábado                          | Domingo                             |
| --- | ------------- | ------------- | ----------- | ------------- | -------------- | ------------------------------- | ----------------------------------- |
| 1 | -             | -             | -           | -             | -              | Subida de la imagen             |                                     |
| 2 |               |               | La Cañada*  | Albadil*      | Calle Real*    | Plaza Morón*                    | Llanito*                            |
| 3 | Plaza Arriba* | La Rengadilla | El Castillo | Casas Baratas | Corral Concejo | Rosario de la aurora La Central | Misa de jóvenes Bajada de la imagen |
| Las cuadrillas marcadas con un asterisco varían en función de los días 6, 7 y 8, reservados para la fiesta de la virgen y donde no puede haber ninguna cuadrilla. |               |               |             |               |                |                                 |                                     |

## Himno
Desde 1957, la Virgen de Valdefuentes tiene himno, con letra de Fray Antonio Corredor García y música de Ramón Casajoana. Fray Arcángel Barrado Manzano se encargó de enseñarlo en Montehermoso. En 1967, la Cruzada Mariana de Cáceres lo incluyó en un disco, siendo interpretado el himno por la Escolanía de los Padres Capuchinos del Santuario de San Antonio de Padua de Cuatro Caminos.